# Gynoplistia (Gynoplistia) tergogibbosa
Gynoplistia (Gynoplistia) tergogibbosa is een tweevleugelige uit de familie steltmuggen (Limoniidae). De soort komt voor in het Neotropisch gebied.